# Wimborne Minster
Wimborne Minster (lokalnie zwane również Wimborne) – miasto w Wielkiej Brytanii, w Anglii we wschodniej części hrabstwa Dorset, położone nad rzeką Stour. W r. 2001 miasto zamieszkiwało 6418 osób.
W mieście znajdują się budynki z XV–XVII wieku. Na liście zabytków występuje m.in. kościół Minster i Tivoli Theatre z r. 1936. Minster powstał w VII w., następnie kilkukrotnie rozbudowany, najstarsza część utrzymana w stylu architektury normańskiej i gotyckiej. Mieści się tam m.in. grób króla Wesseksu Ethelreda I oraz księcia Somersetu Jana Beauforta, dziadka króla Henryka VII od strony matki.
W mieście znajduje się miniatura Wimborne, przedstawiające miasto w skali 1:10 w stanie z lat 50. XX wieku.
W Wimborne Minster urodził się Robert Fripp, muzyk, znanym m.in. jako lider zespołu King Crimson.